# Wulf Dorn
Wulf Dorn (* 20. dubna 1969, Ichenhausen, Zemský okres Günzburg, Bavorsko) je německý spisovatel kriminálních románů a thrillerů, mající profesní zkušenosti z psychiatrické kliniky.

## Život a dílo
Literární tvorbě se věnuje od svých 12 let. Pracoval 20 let s psychicky nemocnými lidmi, teprve až v roce 2009 vydal svůj první román Trigger.

### České překlady z němčiny
- Spouštěč (orig. 'Trigger'). 1. vyd. Praha: Knižní klub, 2015. 357 S. Překlad: Rudolf Řežábek
- Temné šílenství (orig. 'Dunkler Wahn'). 1. vyd. Praha: Knižní klub, 2014. 382 S. Překlad: Rudolf Řežábek
- Mrazivé ticho (orig. 'Kalte Stille'). 1. vyd. Praha: Knižní klub, 2013. 365 S. Překlad: Rudolf Řežábek